# 3192 A'Hearn
A'Hearn (asteróide 3192) é um asteróide da cintura principal, a 1,9788467 UA. Possui uma excentricidade de 0,167805 e um período orbital de 1 339,29 dias (3,67 anos).
A'Hearn tem uma velocidade orbital média de 19,31520101 km/s e uma inclinação de 2,88087º.
Este asteróide foi descoberto em 30 de Janeiro de 1982 por Edward Bowell.